# بيت عاطف (بني مطر)

تعديل مصدري - تعديل

بيت عاطف هي إحدى قرى عزلة الثلث بمديرية بني مطر التابعة لمحافظة صنعاء، بلغ تعداد سكانها 234 نسمة حسب تعداد اليمن لعام 2004.